# Górnik Zabrze w sezonie 2009/2010
Sezon 2009/2010 klubu Górnik Zabrze.

## Sezon
Po 30 latach nieprzerwanej gry na najwyższym szczeblu rozgrywek ligowych Górnik po raz drugi zaznał goryczy spadku na zaplecze ekstraklasy i tam też rozgrywa kolejny sezon, będący dla niego szóstym na tym poziomie. W związku z degradacją zabrzanie nie rywalizują w Pucharze Ekstraklasy, ani nie posiadają drużyny Młodej Ekstraklasy. W zmaganiach pierwszoligowych drużynę prowadzi nowy trener, Ryszard Komornicki. Od 23 Grudnia 2009 trenerem Górnika Zabrze jest Adam Nawałka.

## Rozgrywki
- I Liga: –
- Puchar Polski: 1/16 finału

## I Liga
Górnik Zabrze rozpoczął rozgrywki w I lidze 3 sierpnia, wygranym 3:1 spotkaniem z KSZO Ostrowiec Świętokrzyski. Mecz rozegrano w Zabrzu na stadionie miejskim im. Ernesta Pohla.
| Mecz           | Data            | Godz. | Stadion       | Przeciwnik                   | Wynik1 | Miejsce | Punkty | BR+/BR- | Strzelcy                          | Raport |
| -------------- | --------------- | ----- | ------------- | ---------------------------- | ------ | ------- | ------ | ------- | --------------------------------- | ------ |
| Runda jesienna |                 |       |               |                              |        |         |        |         |                                   |        |
| 1              | 3 sierpnia      | 19:15 | Zabrze        | KSZO Ostrowiec Świętokrzyski | 3:1    | 3       | 3      | 3-1     | Jarka, Bonin, Szczot              |        |
| 2              | 10 sierpnia     | 19:15 | Płock         | Wisła Płock                  | 2:1    | 2       | 6      | 5-2     | Pitry, Szczot                     |        |
| 3              | 16 sierpnia     | 14:00 | Zabrze        | GKS Katowice                 | 2:0    | 2       | 9      | 7-2     | Strąk, Besta                      |        |
| 4              | 22 sierpnia     | 17:30 | Gorzów W.     | GKP Gorzów Wielkopolski      | 0:1    | 4       | 9      | 7-3     | -                                 |        |
| 5              | 30 sierpnia     | 15:30 | Zabrze        | Podbeskidzie Bielsko-Biała   | 1:0    | 2       | 12     | 8-3     | Besta                             |        |
| 6              | 2 września      | 17:00 | Świnoujście   | Flota Świnoujście            | 0:0    | 2       | 13     | 8-3     | -                                 |        |
| 7              | 6 września      | 18:00 | Zabrze        | Sandecja Nowy Sącz           | 1:0    | 1       | 16     | 9-3     | Pazdan                            |        |
| 8              | 12 września     | 13:00 | Kluczbork     | MKS Kluczbork                | 1:0    | 1       | 19     | 10-3    | Pitry                             |        |
| 9              | 16 września     | 18:30 | Zabrze        | Pogoń Szczecin               | 1:3    | 2       | 19     | 11-6    | Gorawski                          |        |
| 10             | 20 września     | 19:00 | Pruszków      | Znicz Pruszków               | 0:0    | 2       | 20     | 11-6    | -                                 |        |
| 11             | 26 września     | 20:00 | Zabrze        | Motor Lublin                 | 2:1    | 2       | 23     | 13-7    | Besta, Bonin                      |        |
| 12             | 30 września     | 18:00 | Zabrze        | Górnik Łęczna                | 1:0    | 1       | 26     | 14-7    | Pazdan                            |        |
| 13             | 3 października  | 15:00 | Stalowa Wola  | Stal Stalowa Wola            | 3:1    | 1       | 29     | 17-8    | Pitry, Kulig, Pitry               |        |
| 14             | 10 października | 15:00 | Zabrze        | ŁKS Łódź                     | 1:1    | 1       | 30     | 18-9    | Strąk                             |        |
| 15             | 17 października | 15:00 | Poznań        | Warta Poznań                 | 1:2    | 2       | 30     | 19-11   | Przybylski                        |        |
| 16             | 24 października | 17:00 | Zabrze        | Dolcan Ząbki                 | 1:2    | 2       | 30     | 20-13   | Szczot                            |        |
| 17             | 30 października | 20:00 | Zabrze        | Widzew Łódź                  | 0:1    | 4       | 30     | 20-14   | -                                 |        |
| Runda wiosenna |                 |       |               |                              |        |         |        |         |                                   |        |
| 18             | 8 listopada     | 15:00 | Ostrowiec Św. | KSZO Ostrowiec Świętokrzyski | 1:2    | 6       | 30     | 21-16   | Trznadel                          |        |
| 19             | 11 listopada    | 17:00 | Zabrze        | Wisła Płock                  | 1:1    | 5       | 31     | 22-17   | Bonin                             |        |
| 20             | 7 marca         | 18:05 | Katowice      | GKS Katowice                 | 0:0    | 6       | 32     | 22-17   | -                                 |        |
| 21             | 14 marca        | 18:05 | Zabrze        | GKP Gorzów Wielkopolski      | 1:0    | 4       | 35     | 23-17   | Cebula                            |        |
| 22             | 20 marca        | 17:00 | Bielsko-Biała | Podbeskidzie Bielsko-Biała   | 1:0    | 3       | 38     | 24-17   | Wodecki                           |        |
| 23             | 26 marca        | 19:00 | Zabrze        | Flota Świnoujście            | 1:1    | 3       | 39     | 25-18   | Przybylski                        |        |
| 24             | 3 kwietnia      | 15:00 | Nowy Sącz     | Sandecja Nowy Sącz           | 1:2    | 4       | 39     | 26-20   | Zahorski                          |        |
| 25             | 28 kwietnia2    | 18:00 | Zabrze        | MKS Kluczbork                | 3:2    | 4       | 42     | 29-22   | Świątek, Zahorski, Świątek        |        |
| 26             | 12 maja3        | 20:15 | Szczecin      | Pogoń Szczecin               | 2:0    | 3       | 45     | 31-22   | Świątek, Przybylski               |        |
| 27             | 24 kwietnia     | 19:00 | Zabrze        | Znicz Pruszków               | 2:0    | 3       | 48     | 33-22   | Zahorski, Bonin                   |        |
| 28             | 1 maja          | 17:00 | Lublin        | Motor Lublin                 | 3:0    | 2       | 51     | 36-22   | Zahorski, Świątek, Świątek        |        |
| 29             | 8 maja          | 19:00 | Łęczna        | Górnik Łęczna                | 1:1    | 2       | 52     | 37-23   | Bonin                             |        |
| 30             | 16 maja         | 20:30 | Zabrze        | Stal Stalowa Wola            | 3:0    | 2       | 55     | 40-23   | Pitry, Świątek, Wodecki           |        |
| 31             | 21 maja         | 19:00 | Łódź          | ŁKS Łódź                     | 4:1    | 2       | 58     | 44-24   | Zahorski, Świątek, Świątek, Strąk |        |
| 32             | 26 maja         | 18:00 | Zabrze        | Warta Poznań                 | 2:3    | 2       | 58     | 46-27   | Zahorski, Zahorski                |        |
| 33             | 1 czerwca       | 17:00 | Ząbki         | Dolcan Ząbki                 | 1:0    | 2       | 61     | 47-27   | Zahorski                          |        |
| 34             | 5 czerwca       | 17:00 | Łódź          | Widzew Łódź                  | 0:3    | 2       | 61     | 47-30   | -                                 |        |

Ostatnia aktualizacja: 5 listopada 2010

1 Jako pierwsze podano bramki Górnika Zabrze.

2 Spotkanie początkowo zaplanowane na 11 kwietnia, przełożone z powodu katastrofy smoleńskiej.

3 Pierwotny termin spotkania, 17 kwietnia, został odwołany z powodu żałoby narodowej.

    – zwycięstwo

    – remis

    – porażka

### Szczegóły spotkań
| 3 sierpnia 2009 19:15 | Górnik Zabrze · Dawid Jarka 37' · Grzegorz Bonin 42' · Robert Szczot 66' | 3:12:1 | KSZO Ostrowiec Świętokrzyski · 18' Hubert Robaszek | Stadion im. Ernesta Pohla Zabrze Widzów: 15 tys. Sędzia: Jacek Walczyński |
|                       |                                                                          |        |                                                    |                                                                           |

| 10 sierpnia 2009 19:15 | Wisła Płock · Mateusz Żytko 86' (k) | 1:20:1 | Górnik Zabrze · 25' Przemysław Pitry · 84' Robert Szczot | Stadion im. Kazimierza Górskiego Płock Widzów: 3,5 tys. Sędzia: Michał Mularczyk |
|                        |                                     |        |                                                          |                                                                                  |

| 16 sierpnia 2009 14:00 | Górnik Zabrze · Paweł Strąk 23' · Aleš Besta 29' | 2:0 | GKS Katowice | Stadion im. Ernesta Pohla Zabrze Widzów: 23 tys. Sędzia: Jacek Zygmunt |
|                        |                                                  |     |              |                                                                        |

| 22 sierpnia 2009 17:30 | GKP Gorzów Wielkopolski · Łukasz Maliszewski 61' | 1:00:0 | Górnik Zabrze | Stadion OSiR Gorzów Wielkopolski, Polska Widzów: 4 tys. Sędzia: Paweł Dreschel |
|                        |                                                  |        |               |                                                                                |

| 30 sierpnia 2009 15:30 | Górnik Zabrze · Aleš Besta 19' | 1:0 | Podbeskidzie Bielsko-Biała | Stadion im. Ernesta Pohla Zabrze Widzów: 16 tys. Sędzia: Marcin Roguski |
|                        |                                |     |                            |                                                                         |

| 2 września 2009 17:00 | Flota Świnoujście | 0:0 | Górnik Zabrze | Stadion Miejski Świnoujście Widzów: 3 tys. Sędzia: Dawid Piasecki |
|                       |                   |     |               |                                                                   |

| 6 września 2009 18:00 | Górnik Zabrze · Michał Pazdan 18' | 1:0 | Sandecja Nowy Sącz | Stadion im. Ernesta Pohla Zabrze Widzów: 15 tys. Sędzia: Radosław Trochimiuk |
|                       |                                   |     |                    |                                                                              |

| 12 września 2009 13:00 | MKS Kluczbork | 0:1 | Górnik Zabrze · 34' Przemysław Pitry | Stadion Miejski Kluczbork Widzów: 3 tys. Sędzia: Szymon Marciniak |
|                        |               |     |                                      |                                                                   |

| 16 września 2009 18:30 | Górnik Zabrze · Damian Gorawski 81' | 1:30:1 | Pogoń Szczecin · 45' Olgierd Moskalewicz · 87' Krzysztof Hrymowicz · 90' Krzysztof Przytuła | Stadion im. Ernesta Pohla, Zabrze Widzów: 13 tys. Sędzia: Daniel Stefański |
|                        |                                     |        |                                                                                             |                                                                            |

| 20 września 2009 19:00 | Znicz Pruszków | 0:0 | Górnik Zabrze | Stadion MZOS Pruszków Widzów: 1,8 tys. Sędzia: Włodzimierz Bartoś |
|                        |                |     |               |                                                                   |

| 26 września 2009 20:00 | Górnik Zabrze · Aleš Besta 53' · Grzegorz Bonin 89' | 2:10:1 | Motor Lublin · 30' Michał Maciejewski | Stadion im. Ernesta Pohla Zabrze Widzów: 9 tys. Sędzia: Tomasz Musiał |
|                        |                                                     |        |                                       |                                                                       |

| 30 września 2009 18:00 | Górnik Zabrze · Michał Pazdan 75' | 1:00:0 | Górnik Łęczna | Stadion im. Ernesta Pohla Zabrze Widzów: 10 tys. Sędzia: Paweł Pskit |
|                        |                                   |        |               |                                                                      |

| 3 października 2009 15:00 | Stal Stalowa Wola · Bartłomiej Piszczek 45' | 1:31:2 | Górnik Zabrze · 4', 90' Przemysław Pitry · 33' Przemysław Kulig | Stadion MOSiR Stalowa Wola, Polska Widzów: 2 tys. Sędzia: Michał Mularczyk |
|                           |                                             |        |                                                                 |                                                                            |

| 10 października 2009 15:00 | Górnik Zabrze · Paweł Strąk 89' | 1:10:1 | ŁKS Łódź · 26' Adrian Świątek | Stadion im. Ernesta Pohla Zabrze Widzów: 10 tys. Sędzia: Marek Karkut |
|                            |                                 |        |                               |                                                                       |

| 17 października 2009 15:00 | Warta Poznań · Piotr Reiss 51' · Marcin Klatt 62' | 2:10:0 | Górnik Zabrze · 77' Mariusz Przybylski | Stadion przy Drodze Dębińskiej Poznań Widzów: 1 tys. Sędzia: Jacek Walczyński |
|                            |                                                   |        |                                        |                                                                               |

| 24 października 2009 17:00 | Górnik Zabrze · Robert Szczot 8' | 1:21:0 | Dolcan Ząbki · 55' Marcin Korkuć · 61' Maciej Tataj | Stadion im. Ernesta Pohla Zabrze Widzów: 7 tys. Sędzia: Michał Mularczyk |
|                            |                                  |        |                                                     |                                                                          |

| 30 października 2009 20:00 | Górnik Zabrze | 0:1 | Widzew Łódź · 30' Piotr Grzelczak | Stadion im. Ernesta Pohla Zabrze Widzów: 15 tys. Sędzia: Piotr Siedlecki |
|                            |               |     |                                   |                                                                          |

| 8 listopada 2009 15:00 | KSZO Ostrowiec Świętokrzyski · Krystian Kanarski 33' · Radosław Kardas 89' | 2:11:0 | Górnik Zabrze · 64' Robert Trznadel | Miejski Stadion Sportowy „KSZO” Ostrowiec Świętokrzyski Widzów: 1,5 tys. Sędzia: Erwin Paterek |
|                        |                                                                            |        |                                     |                                                                                                |

| 11 listopada 2009 17.00 | Górnik Zabrze · Grzegorz Bonin 5' | 1:11:0 | Wisła Płock · 57' Łukasz Masłowski | Stadion im. Ernesta Pohla Zabrze Widzów: bez udziału publiczności Sędzia: Łukasz Bartosik |
|                         |                                   |        |                                    |                                                                                           |

| 7 marca 2010 18.05 | GKS Katowice | 0:0 | Górnik Zabrze | Stadion GKS Katowice Widzów: 7 tys. Sędzia: Artur Radziszewski |
|                    |              |     |               |                                                                |

| 14 marca 2010 18.05 | Górnik Zabrze · Konrad Cebula 84' | 1:00:0 | GKP Gorzów Wielkopolski | Stadion im. Ernesta Pohla Zabrze Widzów: 7 tys. Sędzia: Radosław Trochimiuk |
|                     |                                   |        |                         |                                                                             |

| 20 marca 2010 17.00 | Podbeskidzie Bielsko-Biała | 0:1 | Górnik Zabrze · 3' Marcin Wodecki | Stadion Miejski Bielsko-Biała Widzów: 3200 Sędzia: Tomasz Garbowski |
|                     |                            |     |                                   |                                                                     |

| 26 marca 2010 19.00 | Górnik Zabrze · Mariusz Przybylski 49' | 1:10:1 | Flota Świnoujście · 19' (k) Charles Uchenna Nwaogu | Stadion im. Ernesta Pohla Zabrze Widzów: 7038 Sędzia: Paweł Raczkowski |
|                     |                                        |        |                                                    |                                                                        |

| 3 kwietnia 2010 15.00 | Sandecja Nowy Sącz · Ján Fröhlich 62' · Rudolf Urban 73' | 2:10:1 | Górnik Zabrze · 24' Tomasz Zahorski | Stadion im. Ojca Władysława Augustynka Nowy Sącz Widzów: 7 tys. Sędzia: Mariusz Złotek |
|                       |                                                          |        |                                     |                                                                                        |

| 28 kwietnia 2010 18:00 | Górnik Zabrze · Adrian Świątek 13', 77' · Tomasz Zahorski 65' | 3:21:1 | MKS Kluczbork · 28', 89' Waldemar Sobota | Stadion im. Ernesta Pohla Zabrze Widzów: 8 tys. Sędzia: Wojciech Krztoń |
|                        |                                                               |        |                                          |                                                                         |

| 12 maja 2010 20:15 | Pogoń Szczecin | 0:20:0 | Górnik Zabrze · 67' Adrian Świątek · 74' Mariusz Przybylski | Stadion Miejski im. Floriana Krygiera Szczecin Widzów: 9 tys. Sędzia: Jarosław Chmiel |
|                    |                |        |                                                             |                                                                                       |

| 24 kwietnia 2010 19:00 | Górnik Zabrze · Tomasz Zahorski 29' · Grzegorz Bonin 54' | 2:01:0 | Znicz Pruszków | Stadion im. Ernesta Pohla Zabrze Widzów: 7 tys. Sędzia: Paweł Pskit |
|                        |                                                          |        |                |                                                                     |

| 1 maja 2010 17:00 | Motor Lublin | 0:30:0 | Górnik Zabrze · 50' Tomasz Zahorski · 77', 78' Adrian Świątek | Stadion MOSiR Bystrzyca Lublin Widzów: 2 tys. Sędzia: Rafał Greń |
|                   |              |        |                                                               |                                                                  |

| 8 maja 2010 19:00 | Górnik Łęczna · Adam Danch 40' (sam) | 1:1 | Górnik Zabrze · 10' Grzegorz Bonin | Stadion Górnika Łęczna Widzów: 3 tys. Sędzia: Radosław Trochimiuk |
|                   |                                      |     |                                    |                                                                   |

| 16 maja 2010 20:30 | Górnik Zabrze · Przemysław Pitry 42' · Adrian Świątek 52' · Marcin Wodecki 54' | 3:01:0 | Stal Stalowa Wola | Stadion im. Ernesta Pohla Zabrze Widzów: 6 tys. Sędzia: Grzegorz Stęchły |
|                    |                                                                                |        |                   |                                                                          |

| 21 maja 2010 19:00 | ŁKS Łódź · Piotr Madejski 78' | 1:40:1 | Górnik Zabrze · 41' Tomasz Zahorski · 60', 80' Adrian Świątek · 86' Paweł Strąk | Stadion MOSiR Łódź Widzów: 4,5 tys. Sędzia: Marek Karkut |
|                    |                               |        |                                                                                 |                                                          |

| 26 maja 2010 18:00 | Górnik Zabrze · Tomasz Zahorski 31', 65' | 2:31:2 | Warta Poznań · 5', 43' Piotr Reiss · 73' Szymon Kaźmierowski | Stadion im. Ernesta Pohla Zabrze Widzów: 9 tys. Sędzia: Paweł Pskit |
|                    |                                          |        |                                                              |                                                                     |

| 1 czerwca 2010 17:00 | Dolcan Ząbki | 0:10:0 | Górnik Zabrze · 78' Tomasz Zahorski | Stadion Dolcanu Ząbki Widzów: 1,5 tys. Sędzia: Hubert Siejewicz |
|                      |              |        |                                     |                                                                 |

| 5 czerwca 2010 17:00 | Widzew Łódź · Piotr Kuklis 29' · Darvydas Šernas 39' · Marcin Robak 58' | 3:02:0 | Górnik Zabrze | Stadion im. Ludwika Sobolewskiego Łódź Widzów: 9,7 tys. Sędzia: Paweł Gil |
|                      |                                                                         |        |               |                                                                           |

## Remes Puchar Polski
Jako klub występujący w sezonie 2008/09 w Ekstraklasie, Górnik rozpoczął rozgrywki Remes Pucharu Polski 2009/10 od 1/16 finału, meczem z II-ligowym Zagłębiem Sosnowiec. Mecz rozegrany na Stadionie Ludowym w Sosnowcu zakończył się zwycięstwem gospodarzy, co było równoznaczne z odpadnięciem Zabrzan z rozgrywek.

### 1/16 finału
| 23 września 2009 20:15 | Zagłębie Sosnowiec · Mariusz Gancarczyk 3' (sam.) · Michał Filipowicz 47' | 2:01:0 | Górnik Zabrze | Stadion Ludowy, Sosnowiec Widzów: 6 tys. Sędzia: Piotr Siedlecki |
|                        |                                                                           |        |               |                                                                  |

## Zawodnicy

### Skład
Skład pierwszej drużyny w sezonie 2010/2011.
| Nr        | Gracz              | Kraj     | Data urodzenia           | W klubie od | Poprzedni klub        | Ekstraklasa     | Ekstraklasa    | Puchar Polski   | Puchar Polski  | Żółte kartki | Czerwone kartki |
| Nr        | Gracz              | Kraj     | Data urodzenia           | W klubie od | Poprzedni klub        | Rozegrane mecze | Strzelone gole | Rozegrane mecze | Strzelone gole | Żółte kartki | Czerwone kartki |
| --------- | ------------------ | -------- | ------------------------ | ----------- | --------------------- | --------------- | -------------- | --------------- | -------------- | ------------ | --------------- |
| Bramkarze |                    |          |                          |             |                       |                 |                |                 |                |              |                 |
| 1         | Michal Václavík    | Czechy   | 3 kwietnia 1976(dts)     | 2008        | KGHM Zagłębie Lubin   | –               | –              | –               | –              | –            | –               |
| 28        | Łukasz Skorupski   | Polska   | 5 maja 1991(dts)         | 2004        | MSPN Górnik Zabrze    | –               | –              | –               | –              | –            | –               |
| 82        | Sebastian Nowak    | Polska   | 13 stycznia 1982(dts)    | 2007        | Ruch Chorzów          | 34              | –              | –               | –              | 3            | –               |
| -         | Marek Gála         | Słowacja | 27 kwietnia 1984(dts)    | 2009        | Nea Salamis Famagusta | –               | –              | –               | –              | –            | –               |
| Obrońcy   |                    |          |                          |             |                       |                 |                |                 |                |              |                 |
| 2         | Michał Pazdan      | Polska   | 21 września 1987(dts)    | 2007        | Hutnik Kraków         | 33              | 2              | –               | –              | 1            | –               |
| 3         | Marek Krotofil     | Polska   | 16 września 1989(dts)    | 2008        | Gwarek Zabrze         | –               | –              | –               | –              | –            | –               |
| 17        | Michał Karwan      | Polska   | 7 lutego 1979(dts)       | 2010        | Cracovia              | 17              | –              | –               | –              | 3            | –               |
| 16        | Adam Marciniak     | Polska   | 28 września 1988(dts)    | 2009        | ŁKS Łódź              | 6               | –              | –               | –              | –            | –               |
| 20        | Mariusz Gancarczyk | Polska   | 5 listopada 1988(dts)    | 2010        | Wawel Wirek           | 4               | –              | –               | –              | 1            | –               |
| 21        | Mariusz Magiera    | Polska   | 25 sierpnia 1984(dts)    | 2007        | Wisła Kraków          | 29              | –              | –               | –              | 3            | –               |
| 25        | Adam Banaś         | Polska   | 25 grudnia 1982(dts)     | 2008        | Piast Gliwice         | 15              | –              | –               | –              | 1            | –               |
| 29        | Mateusz Kamiński   | Polska   | 27 kwietnia 1988(dts)    | 2009        | GKS Katowice          | 4               | –              | –               | –              | 1            | –               |
| 39        | Przemysław Kulig   | Polska   | 8 października 1980(dts) | 2009        | Cracovia              | 16              | 1              | –               | –              | 4            | –               |
| Pomocnicy |                    |          |                          |             |                       |                 |                |                 |                |              |                 |

1 Jedna żółta kartka w Pucharze Polski.

2 Dwie żółte kartki w Pucharze Polski.

### Strzelcy
| LP | Zawodnik           | Bramki |
| -- | ------------------ | ------ |
| 1  | Adrian Świątek     | 81     |
| 1  | Tomasz Zahorski    | 8      |
| 2  | Grzegorz Bonin     | 5      |
| 2  | Przemysław Pitry   | 5      |
| 3  | Aleš Besta         | 3      |
| 3  | Mariusz Przybylski | 3      |
| 3  | Paweł Strąk        | 3      |
| 3  | Robert Szczot      | 3      |
| 4  | Michał Pazdan      | 2      |
| 4  | Marcin Wodecki     | 2      |
| 5  | Konrad Cebula      | 1      |
| 5  | Damian Gorawski    | 1      |
| 5  | Dawid Jarka        | 1      |
| 5  | Przemysław Kulig   | 1      |
| 5  | Robert Trznadel    | 1      |

Ostatnia aktualizacja: 7 listopada 2010

1 Adrian Świątek zdobył w sezonie 2009/10 16 bramek (8 dla ŁKS Łódź i 8 dla Górnika Zabrze).

## Transfery
| Zawodnik         | Poprzedni klub                    |
| ---------------- | --------------------------------- |
| Tadas Papečkys   | Łódzki KS (powrót z wypożyczenia) |
| Michał Karwan    | Cracovia                          |
| Przemysław Kulig | Cracovia                          |
| Aleš Besta       | Slavia Praga                      |
| Mariusz Dzienis  | Jagiellonia Białystok             |
| Ensar Arifović   | Jagiellonia Białystok             |
| Marek Gála       | AS Néa Salamís Ammochóstos        |
| Kamil Szymura    | Młoda Ekstraklasa                 |
| Łukasz Kmieć     | Młoda Ekstraklasa                 |
| Robert Trznadel  | Młoda Ekstraklasa                 |

| Zawodnik          | Następny klub                                 |
| ----------------- | --------------------------------------------- |
| Māris Smirnovs    |                                               |
| Dariusz Kołodziej | Podbeskidzie Bielsko-Biała (w trakcie sezonu) |

| Zawodnik         | Poprzedni klub                                |
| ---------------- | --------------------------------------------- |
| Vladimír Balát   | MŠK Žilina B                                  |
| Konrad Cebula    | Cracovia                                      |
| Dawid Gajewski   | Rozwój Katowice (powrót z wypożyczenia)       |
| Mateusz Kamiński | GKS Katowice                                  |
| Mateusz Kantor   | Wisłoka Dębica                                |
| Jakub Szmatuła   | Piast Gliwice                                 |
| Adrian Świątek   | ŁKS Łódź                                      |
| Marcin Wodecki   | Odra Wodzisław Śląski (powrót z wypożyczenia) |

| Zawodnik        | Poprzedni klub    |
| --------------- | ----------------- |
| Tadas Papečkys  | JK Sillamäe Kalev |
| Marius Kižys    | Tauras Tauragė    |
| Dawid Jarka     | Ruch Radzionków   |
| Mariusz Dzienis | bez klubu         |
| Ensar Arifović  | Flota Świnoujście |
| Kamil Szymura   | Pelikan Łowicz    |
| Piotr Madejski  | ŁKS Łódź          |
| Łukasz Kmieć    | Raków Częstochowa |
| Marek Gála      | bez klubu         |
| Michal Václavík | bez klubu         |

Kursywą zaznaczone nazwiska zawodników wypożyczonych.